# 全軍局
全軍局（ぜんぐんきょく、ドイツ語：Streitkräfteamt、略称：SKA）は、戦力基盤軍に存在する機関の一つ。1959年12月15日に設立され、かつてはドイツ連邦軍全軍を横断する連邦軍局として、全軍に共通する一部の専門分野を担当した。1975年に全軍局（SKA）と改称される。その後、2000年10月に戦力基盤軍が創設され、その傘下におかれて任務も変更された。
連邦軍出動指揮司令部、戦力支援司令部と並列し、連邦軍副総監の直下に置かれる。局長には陸・空軍または海軍少将が充てられる。

## 概要と任務
設立当初はドイツ連邦軍に設けられた2つの連邦軍大学の指導管理から始まった。その当時、連邦軍局の部門として1959年に設立されていた。責任の焦点は軍隊共通分野（streitkräftegemeinsamen Bereich）として文民機構ではなく軍隊内部に置かれる。早くも局はドイツ連邦軍全軍のために統制任務、予備役兵業務、心理戦防護、軍楽隊および情報機関などの軍種横断的分野について責任を負う。
1975年に全軍局に改称され、連邦軍組織分野における中枢軍事部門の高等統制機関として再編成される。

## 下位組織
- 連邦軍情報通信大学校　在シュトラウスベルク
- 連邦軍指揮幕僚大学校　在バート・エムス
- 連邦軍社会科学研究所　在シュトラウスベルク
- 内面指導センター　在コブレンツ
- 連邦軍憲兵・指揮業務学校　在ハノーファー
- 軍事史研究局　在ポツダム
- 連邦軍スポーツ学校　在ヴァーレンドルフ
- 中央軍事自動車事務所　在メンヒェングラートバッハ
- 連邦軍軍用犬学校　在ウルメン (アイフェル)
- 連邦軍変革センター　在シュトラウスベルク
- 連邦軍指揮支援学校　在ペッキング
- 連邦軍職務検証センター　在ガイレンキルヒェン
- 連邦軍後方支援学校　在オスターホルツ＝シャルムベック
- 連邦軍軍楽隊教育隊　在ヒルデン
- 連邦軍ビッグバンド　在オイスキルヒェン
- 連邦軍軍楽隊　在ジークブルク
- ヘルムート・シュミット大学ハンブルク　在ハンブルク
- ミュンヘン連邦軍大学　在ミュンヘン
- 連邦軍基盤的施設幕僚部
- 在米在加連邦軍コマンド　在アメリカ合衆国、レストン
- 在外武官部
- 北大西洋条約機構分担 / ドイツ代表
- 連邦軍民事部門軍部担当

## 歴代局長
| 代 | 氏名                                                                   | 着任          | 離任           |
| -- | ---------------------------------------------------------------------- | ------------- | -------------- |
| 1  | ギュンター・フォン・ベロウ大佐 Günther von Below                       | 1960年12月1日 | 1964年3月31日  |
| 2  | ハインツ＝ヨアヒム・ミュラー＝ランコウ大佐 Heinz-Joachim Müller-Lankow | 1964年4月1日  | 1965年10月31日 |
| 3  | ロルフ・フォン・トレスコウ大佐 Rolf von Tresckow                       | 1965年11月1日 | 1968年3月31日  |
| 4  | ヴェルナー・カミンスキ大佐 Werner Kaminski                             | 1968年4月1日  | 1969年9月30日  |
| 5  | ヴェルナー・ボイエ准将 Werner Boie                                     | 1969年10月1日 | 1973年3月31日  |
| 6  | ヘルムート・バピスティラ准将 Helmut Bapistella                         | 1973年4月1日  | 1976年5月31日  |
| 7  | ギュンター・フィービッヒ海軍准将 Günter Fiebig                         | 1976年6月1日  | 1980年3月31日  |
| 8  | ヴァルター・ヘベン准将 Walter Hebben                                   | 1980年4月1日  | 1984年9月30日  |
| 9  | ローラント・ランカース少将 Roland Lankers                              | 1984年10月1日 | 1994年3月31日  |
| 10 | マンフレート・アイゼレ陸軍少将 de:Manfred Eisele                       | 1994年4月1日  | 1994年12月14日 |
| 11 | ヴィンフリート・デュンケル准将 Winfried Dunkel                         | 1995年1月1日  | （2001年?）    |
|    | ディーター・ヘニンガー少将 Dieter Henninger                            | 2001年4月1日  | 2005年5月19日  |
|    | クリストフ・ディール海軍少将 Christoph Diehl                           | 2005年5月19日 | 2007年9月28日  |
|    | トマス・ヴォルニー少将 Thomas Wollny                                   | 2007年9月28日 |                |